# Рибак Микола
Рибáк Микóла (1890 — 4 серпня 1973) — політичний і економічний діяч родом з Підгаєччини, адвокат у Глинянах, з 1928 у Перемишлі. Член Наглядової Ради «Маслосоюзу», голова повітового комітету УНДО в Перемишлі. В еміграції у Німеччині та з 1949 року у США. Помер у м. Філадельфія.